# Suis-moi
Albums de Louis Bertignac
Grizzly (ça c'est vraiment moi)
(2011)
Suis-moi est un album de Louis Bertignac sorti le 20 septembre 2014. Il rencontre le succès commercial à sa sortie.

## Historique
Après la sortie de l'album Grizzly en 2011, suivie d'une tournée, puis être nommé chevalier dans l'ordre des Arts et des Lettres, Louis Bertignac devient juré dans l'émission The Voice en 2012 et 2013 aux côtés de Garou, Jenifer et Florent Pagny durant deux saisons avant d'être juré dans la déclinaison The Voice Kids de 2014 à 2015.
En 2013, Louis continue sa carrière de chanteur en parallèle et décide d'enregistrer un nouvel album. Pour cela, il fait appel à de nombreux auteurs pour lui fournir des chansons qu'il compose (seul Laisse-moi dormir est écrite par lui), et les sessions d’enregistrements se déroulent à Miami, puis au studio Élément à Paris durant 2013 et 2014, où il retrouve son compère des Visiteurs Serge Ubrette aux chœurs sur Embrasse-moi et Laisse-moi dormir, le batteur de Mark Knopfler Chad Cromwell, ou encore l'actrice Mélanie Laurent qui chante en duo sur la chanson Je dis oui. Sur cet album, Bertignac a profité de son expérience de juré de The Voice pour travailler sa voix pour qu'elle sonne mieux.
La pochette de l'album est réalisée par John Bars. C'est est un artiste peintre et aussi un professeur d'arts plastiques au collège et lycée. Il s'est fait remarquer par le manager de Louis grâce à ces dessins qu'il a posté sur la page Facebook du chanteur.

L'album permet à l'artiste de retrouver le succès commercial à sa sortie en se classant dixième en France et quinzième en Wallonie.

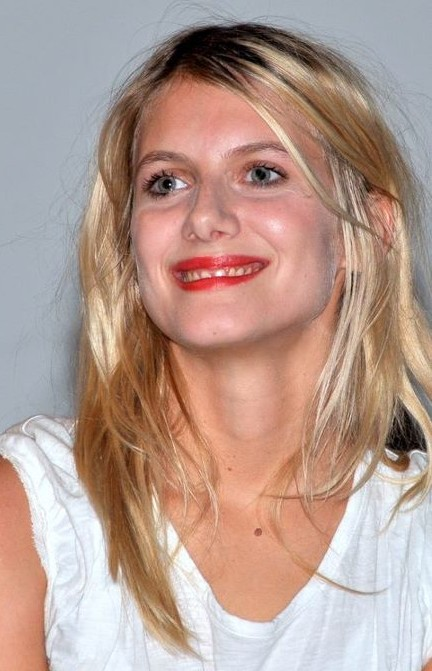
L'actrice française Mélanie Laurent (ici en 2011) a posé sa voix sur la chanson Je dis oui.

## Liste des chansons
| Édition standard | Édition standard         | Édition standard                                | Édition standard | Édition standard | Édition standard | Édition standard | Édition standard | Édition standard | Édition standard |
| No               | Titre                    | Auteur                                          | Durée            |                  |                  |                  |                  |                  |                  |
| ---------------- | ------------------------ | ----------------------------------------------- | ---------------- | ---------------- | ---------------- | ---------------- | ---------------- | ---------------- | ---------------- |
| 1.               | Suis-moi                 | Stéphane Basset / Louis Bertignac               | 3:25             |                  |                  |                  |                  |                  |                  |
| 2.               | Cathédrales              | Dominique Simonnet / Louis Bertignac            | 3:08             |                  |                  |                  |                  |                  |                  |
| 3.               | Minilou                  | Philippe Carayon / Louis Bertignac              | 2:58             |                  |                  |                  |                  |                  |                  |
| 4.               | T'en fais pas            | Keren Meloul / Louis Bertignac                  | 4:13             |                  |                  |                  |                  |                  |                  |
| 5.               | Bientôt les clones       | Alain Granville, Romain Axisa / Louis Bertignac | 3:16             |                  |                  |                  |                  |                  |                  |
| 6.               | Sûr de t'aimer           | Guillaume Violas / Louis Bertignac              | 3:17             |                  |                  |                  |                  |                  |                  |
| 7.               | Je dis oui               | Dominique Simonnet / Louis Bertignac            | 3:30             |                  |                  |                  |                  |                  |                  |
| 8.               | Embrasse-moi             | Dominique Simonnet / Louis Bertignac            | 3:54             |                  |                  |                  |                  |                  |                  |
| 9.               | Le pouvoir de dire non   | Frédéric Zeitoun / Louis Bertignac              | 2:57             |                  |                  |                  |                  |                  |                  |
| 10.              | Laisse-moi dormir        | Louis Bertignac                                 | 3:12             |                  |                  |                  |                  |                  |                  |
| 11.              | Mes icônes               | Patrice Cramer, Romain Axisa / Louis Bertignac  | 3:41             |                  |                  |                  |                  |                  |                  |
| 12.              | Confidences de ma junior | Alain Granville, Romain Axisa / Louis Bertignac | 3:00             |                  |                  |                  |                  |                  |                  |
| 13.              | Qui a vu ma guitare      | Guillaume Violas / Louis Bertignac              | 2,20             |                  |                  |                  |                  |                  |                  |
| 44:07            |                          |                                                 |                  |                  |                  |                  |                  |                  |                  |

| Édition Deluxe | Édition Deluxe   | Édition Deluxe | Édition Deluxe | Édition Deluxe | Édition Deluxe | Édition Deluxe | Édition Deluxe | Édition Deluxe | Édition Deluxe |
| No             | Titre            | Auteur         | Durée          |                |                |                |                |                |                |
| -------------- | ---------------- | -------------- | -------------- | -------------- | -------------- | -------------- | -------------- | -------------- | -------------- |
| 14.            | Tu t'endors      |                | 3,28           |                |                |                |                |                |                |
| 15.            | Si belle         |                | 3,14           |                |                |                |                |                |                |
| 16.            | Réveille-toi     |                | 3,44           |                |                |                |                |                |                |
| 17.            | Chagrin d'amour  |                | 3,22           |                |                |                |                |                |                |
| 18.            | Le mode d'emploi |                | 3,49           |                |                |                |                |                |                |
| 1:01:49        |                  |                |                |                |                |                |                |                |                |

## Personnel[2]

### Musiciens
- Louis Bertignac : voix, guitares, banjo, piano, orgue, percussions, arrangements
- Chad Cromwell : Batterie (sauf Chagrin d'amour)
- Leland Sklar : Basse (sauf Chagrin d'amour)
- Bruno Cheno : Clavier sur Cathédrales et orgue sur Sûr de t'aimer
- Jean-Yves D'Angelo : Clavier (4, 7, 13, 16, 18)
- Luc Arbogast : Bouzouki sur T'en fais pas
- David Moulié : Cor sur T'en fais pas
- Marie-Jeanne Séréro : Direction et arrangements cordes (4, 7, 11, 17, 18)
- Chœurs : Atef Sedkaoui (1, 2, 3, 11, 12, 14, 15, 16), Laétitia Brichet (4, 6, 17), Serge Ubrette (8, 10)
- Mélanie Laurent : chant sur Je dis oui

### Équipe technique
- Production, réalisation et enregistrement : Louis Bertignac et Patrice Cramer
- Production exécutive : Patrice Cramer et Maurice Suissa
- Mixage : Mills Logan
- John Bars : Illustrations album